# RTKernel
RTKernel – system operacyjny czasu rzeczywistego, bazujący na systemie DOS, opracowany przez firmę On Time Software.

## Architektura
RTKernel stanowi formę biblioteki, którą dołącza się do programów. Program zbudowany z użyciem biblioteki RTKernel w systemie widoczny jest jako pojedynczy proces.

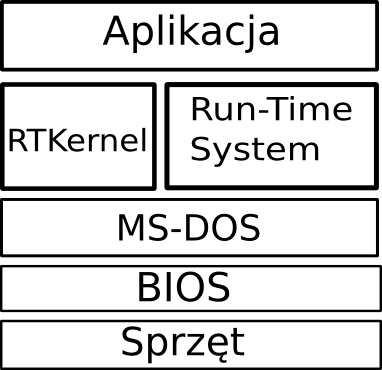
Architektura systemu RTKernel

## Cechy
- nieograniczona liczba zadań czasu rzeczywistego (system potrzebuje 500 bajtów na każde – ograniczona przez pamięć)
- czas przełączania pomiędzy zadaniami 6 mikrosekund (33 Mhz 486);
- czas oczekiwania niezależny od liczby zadań
- 64 poziomy priorytetów
- wielozadaniowość z wywłaszczeniem;
- semafory trójstanowe
- wsparcie dla koprocesora matematycznego;
- obsługa kolejek
- zmiany zakresu czasu przerwań (od 0,1 do 55 ms)
- pomiar czasu z dokładnością do 1 μs
- synchroniczny transfer danych;
- minimalne wymagania: DOS, 32 kB RAM